# Krînîcikî, raionul Mîkolaiiv, regiunea Mîkolaiiv
Krînîcikî (în ucraineană Кринички) este localitatea de reședință a comunei Krînîcikî din raionul Mîkolaiiv, regiunea Mîkolaiiv, Ucraina.

## Demografie
Componența lingvistică a localității Krînîcikî
     Ucraineană (86,9%)
     Rusă (11,3%)
     Alte limbi (0,6%)
Conform recensământului din 2001, majoritatea populației localității Krînîcikî era vorbitoare de ucraineană (86,9%), existând în minoritate și vorbitori de rusă (11,3%).